# Murom (oblast' di Vladimir)
Murom (norreno Moramar) è una città della Russia europea centrale (oblast' di Vladimir), situata sulla sponda sinistra del fiume Oka circa 300 km ad est di Mosca e 137 km a sud-est di Vladimir; è il capoluogo amministrativo del distretto omonimo.

## Storia
Murom è una delle città più antiche dell'intera Russia, visto che cronache russe dell'anno 862 la citano come città di confine del territorio degli slavi orientali con i territori occupati dalla popolazione ugro-finnica dei muroma. Capitale di un principato autonomo per quasi quattro secoli tra il 1010 e il 1393, cadde successivamente sotto il dominio di Mosca.
La città conserva moltissime testimonianze del suo lungo passato (monasteri, chiese, cattedrali, abbazie), che le valgono una certa attrattiva turistica; fa parte del cosiddetto Anello d'oro.

## Società

### Evoluzione demografica
Fonte: mojgorod.ru
- 1897: 12 600
- 1926: 19 000
- 1939: 40 100
- 1959: 72 000
- 1979: 114 300
- 1989: 124 200
- 2007: 120 800